# Savignone
Savignone es una localidad y comune italiana de la provincia de Génova, región de Liguria, con 3.212 habitantes.

## Evolución demográfica
| Gráfica de evolución demográfica de Savignone entre 1861 y 2007 |
|                                                                 |
| Fuente ISTAT - elaboración gráfica de Wikipedia                 |